# Дивињано
Дивињано (итал. Divignano) је насеље у Италији у округу Новара, региону Пијемонт.
Према процени из 2011. у насељу је живело 1407 становника. Насеље се налази на надморској висини од 334 м.

## Становништво
| 1936. | 1951. | 1961. | 1971. | 1981. | 1991. | 2001. | 2011. |
| ----- | ----- | ----- | ----- | ----- | ----- | ----- | ----- |
| 836   | 910   | 918   | 971   | 1.084 | 1.093 | 1.232 | 1.445 |